# Tröllháls
Tröllháls är en ås i republiken Island. Den ligger i regionen Suðurland, 50 km nordost om huvudstaden Reykjavík.